# Rapolas Jachimavičius
Rapolas Jachimavičius, Rafał Jachimowicz (ur. 20 października 1893 w Wilnie, zm. 19 lutego 1961 tamże) – litewski rzeźbiarz i malarz.

## Życiorys
W latach 1913–1915 uczył się w Wileńskiej Szkole Rysunkowej Iwana Trutniewa, a następnie 1915–1919 w pracowni rzeźbiarza Antoniego Wiwulskiego. W latach 1919–1922 i 1923–1926 studiował na wydziale Sztuk Pięknych Uniwersytetu Stefana Batorego pod kierunkiem Ferdynanda Ruszczyca. Studia kontynuował w Akademii Sztuk Pięknych w Krakowie (1922–1923), w Paryżu (1925) i we Włoszech (1927).
W latach 1915–1919 wykładał w wileńskiej szkole rzemieślniczej. W latach 1944–1961 był wykładowcą w Wileńskim Instytucie Sztuki.
Od roku 1916 uczestniczył w wystawach sztuki. Stworzył rzeźby: „Śmierć Ikara” (1919), „Kariatyda” (1922), „Walka z Centaurem” (1925). W konkursie na Pomnik Adama Mickiewicza w Wilnie (1926) zdobył II nagrodę. Jest autorem popiersi Władysława Syrokomli (1930), Tadeusza Wróblewskiego (1930), poety Petrasa Vaičiūnasa (1931), pisarza Vincasa Krėvė-Mickevičiusa (1941) i in.
Wykonał wiele rzeźb dla kościołów wileńskich i cmentarza na Rossie.
W latach 1944–1961 był wykładowcą w Wileńskim Instytucie Sztuki.